# Szabó Imre (református lelkész)
Szabó Imre (Somorja, 1891. április 10. – Debrecen, 1955. január 27.) az első budapesti református lelkész, esperes, egyházi író, hitoktató.

## Életpályája
Elemi iskoláit Negyeden és Perbetén végezte el. 1910-ben kezdte meg teológiai tanulmányait a Pápai Református Teológiai Akadémián. 1914-ben fejezte be teológiai tanulmányait Pápán. A nyarakat anyai nagybátyjánál, Végh Géza református lelkésznél a negyedi parókián töltötte, ahol korábban nagyapja is szolgált. A teológia elvégzését két évi segédlelkészi szolgálat követte: az első évben Pápán kollégiumi senior volt, majd 1916-ig Révkomáromban szolgált. 1916-ban egy tanéven át Bázelben ösztöndíjas tanulmányokat folytatott. 1918–1923 között Budapesten a Lorántffy Zsuzsanna Egyesület lelkésze volt. 1922 nyarán hollandiai tanulmányúton vett részt. 1923-tól a fasori gyülekezet lelkipásztora volt. 1926-ban nyílt meg a fasori templom mögött álló telken az első budapesti református elemi iskola. 1928-ban zsinati pótképviselőnek választották. 1928-ban a Budapest Székesfőváros Törvényhatósági Bizottságának tagja, majd örökös tagja lett. A budapesti egyházmegye első esperesévé 1931. december 9-én választották meg. Beiktatása és székfoglalója 1932. január 6-án volt a Budapesti Egyházmegye alakuló közgyűlésén. 1938-ban megszervezte a Fasorban a másodlelkészi állást, amelyet Dobos Károly töltött be egészen 1952-ig. 1944 októberében menedéket nyújtott üldözött zsidó származású gyermekeknek a Julianna Református Elemi Iskola alagsorában. 1948-ban lemondott országos egyházi egyesületi tisztségeiről, belátta ugyanis, hogy nem képes megakadályozni az iskolák államosítását. 1951. novemberében lemondatták mind esperesi, mind lelkészi állásáról. Feleségével együtt 1952. január 31-én hagyta el Budapestet. 1952–1955 között Bujon volt lelkipásztor.
Szerkesztette az Olajág, az Egyházi Értesítő, a Magyar Presbiter című lapot, főmunkatársa volt az Igazság és Élet című lapnak. Cikkei egyházi lapokban jelentek meg. Barátja volt Victor János, Bereczky Albert és Tildy Zoltán, valamint Túróczy Zoltán is.

## Családja
Szülei Szabó Imre és Végh Ilona voltak. 1923-ban házasságot kötött a kolozsvári születésű Tamás Évával. Házasságukból öt gyermek született.
Az Óbudai temetőben búcsúztatták. 

## Művei
- A most folyó világháború hatása a református egyház vallásos életére
- Nyitott ajtó (Budapest, 1937)
- Magyar sorskérdések (Budapest, 1938)

## Emlékezete
- 1991-ben emlékére létrehozták a Szabó Imre Alapítványt azzal a céllal, hogy az állami tulajdonból egyházi tulajdonba visszakerült Julianna Református Általános Iskola működését anyagilag támogassa.
- 2002-ben emléktáblát helyezett el a Julianna Református Általános Iskola régi épületében Frenkel Andor és Buda Józsefné Frenkel Márta.
- 2022-től Szabó Imre-díjat adták át a fasori református templomban. A díjat minden évben olyan diáknak ítélheti oda a Julianna Református Általános Iskola igazgatótanácsa, akit tanulmányi előmenetele és szorgalma alapján arra érdemesnek tart.